# Lista kancerogenów w dymie tytoniowym
Dostępny na rynku tytoń może zawierać ponad 5000 różnych substancji chemicznych, a palenie papierosów ma wpływ na rozwój wielu różnych schorzeń. Dym tytoniowy zawiera 100 znanych substancji rakotwórczych i 900 substancji potencjalnie rakotwórczych.
Używanie tytoniu jest najczęstszą przyczyną zachorowań na nowotwory złośliwe w krajach Unii Europejskiej.
| Substancja rakotwórcza                        | Zawartość (w jednym papierosie)                                                                                     |
| --------------------------------------------- | --- |
| aldehyd octowy                                | 980 mikrogramów do 1,37 milligramów                                                                                 |
| akrylonitryl                                  | historycznie od 1 do 2 miligramów (akrylonitryl był używany jako fumigant w przemyśle tytoniowym, obecnie zakazany) |
| 4-aminobifenyl                                | 0,2 do 23 nanogramów                                                                                                |
| chlorowodorek o-anizydyny                     | nieznana |
| arsen                                         | nieznana |
| benzen                                        | 5,9 do 75 mikrogramów                                                                                               |
| beryl                                         | 0,5 nanograma |
| 1,3-butadien                                  | 152 – 400 mikrogramów                                                                                               |
| kadm                                          | 1,7 mikrograma |
| 1,1-dimetylohydrazyna                         | nieznana |
| tlenek etylenu                                | nieznana |
| formaldehyd                                   | nieznana |
| furan                                         | nieznana |
| heterocykliczne aminy aromatyczne             | nieznana |
| hydrazyna                                     | 32 mikrogramy |
| izopren                                       | 3,1 miligrama |
| ołów                                          | nieznana |
| 2-naftyloamina                                | 1,5 do 35 nanogramów                                                                                                |
| nitrometan                                    | nieznana |
| n-nitrozodi-n-butyloamina                     | 3 nanogramy |
| n-nitrozodietanoloamina                       | 24 do 36 nanogramów                                                                                                 |
| n-nitrozodimetyloamina                        | do 8,3 nanogramów                                                                                                   |
| n-nitrozodimetyloamina                        | 5,7 do 43 nanogramy                                                                                                 |
| n-nitrozodi-n-propyloamina                    | 1 nanogram |
| 4-(methylnitrosamino)-1-(3-pyridyl)-1-butanon | do 4,2 mikrogramów                                                                                                  |
| n-nitrozonornikotyna                          | 14 mikrogramów |
| n-nitrozopiperydyna                           | nieznana |
| n-nitrozopirolidyna                           | 113 nanogramów |
| n-nitrozosarkozyna                            | od 22 do 460 nanogramów                                                                                             |
| polon-210                                     | zmienna |
| wielopierścieniowe węglowodory aromatyczne    | od 28 do 100 miligramów                                                                                             |
| o-toluidyna                                   | 23 nanogramy |
| chlorek winylu                                | od 5,6 do 27 nanogramów                                                                                             |